# Newton Brandão
Newton da Costa Brandão (Borda da Mata, 6 de janeiro de 1927 - Campinas, 25 de dezembro de 2010) foi um médico e político brasileiro que foi prefeito de Santo André por três vezes: entre 1969 e 1973, entre 1983 e 1988 e entre 1993 e 1996

## Origens e Formação
Nascido em Borda da Mata no estado de Minas Gerais, Newton da Costa Brandão, filho de Demercindo da Costa Brandão e Ana Pinto Brandão, família numerosa, onde seu irmão, Milton da Costa Brandão foi prefeito. 
Fez seus estudos primários em sua cidade natal, depois, os secundários, no “Colégio São José” de Pouso Alegre e “Liceu Coração de Jesus” da cidade de São Paulo. Em 1948 transfere-se para o Rio de Janeiro, doutorando-se pela Faculdade de Medicina da Universidade Federal do Rio de Janeiro em 1954. Especializou-se em cardiologia e Doenças Tropicais. Formado na Faculdade de Medicina da Universidade Federal do Rio de Janeiro,. Brandão exerceu a sua profissão em Santo André, cidade que comandou por três mandatos.
Em 1957, muda-se para o município de Santo André, no mesmo ano de seu casamento com Maria Pires da Costa Brandão, de cuja união teve três filhas: Ana Josefina, Maria Cláudia e Patrícia, todas elas já casadas e que lhe deram netos: Fernanda, Eduardo e Gabriela, (filhos de Ana); Aline (de Cláudia); finalmente, Pedro e Mateus (de Patrícia).
Iniciou o exercício da medicina ainda no Rio de Janeiro, trabalhando no SAMDU, Serviço de Assistência Médica Domiciliar e de Urgência da Previdência Social, sendo transferido para a unidade de Santo André em 1957 permanecendo médico da Previdência Social - INSS até a sua aposentadoria em 2002.
Também foi médico da Prefeitura Municipal de Santos André na antiga Santa Casa e em diversos Postos de Saúde do município, como clinico geral. 

## Carreira política

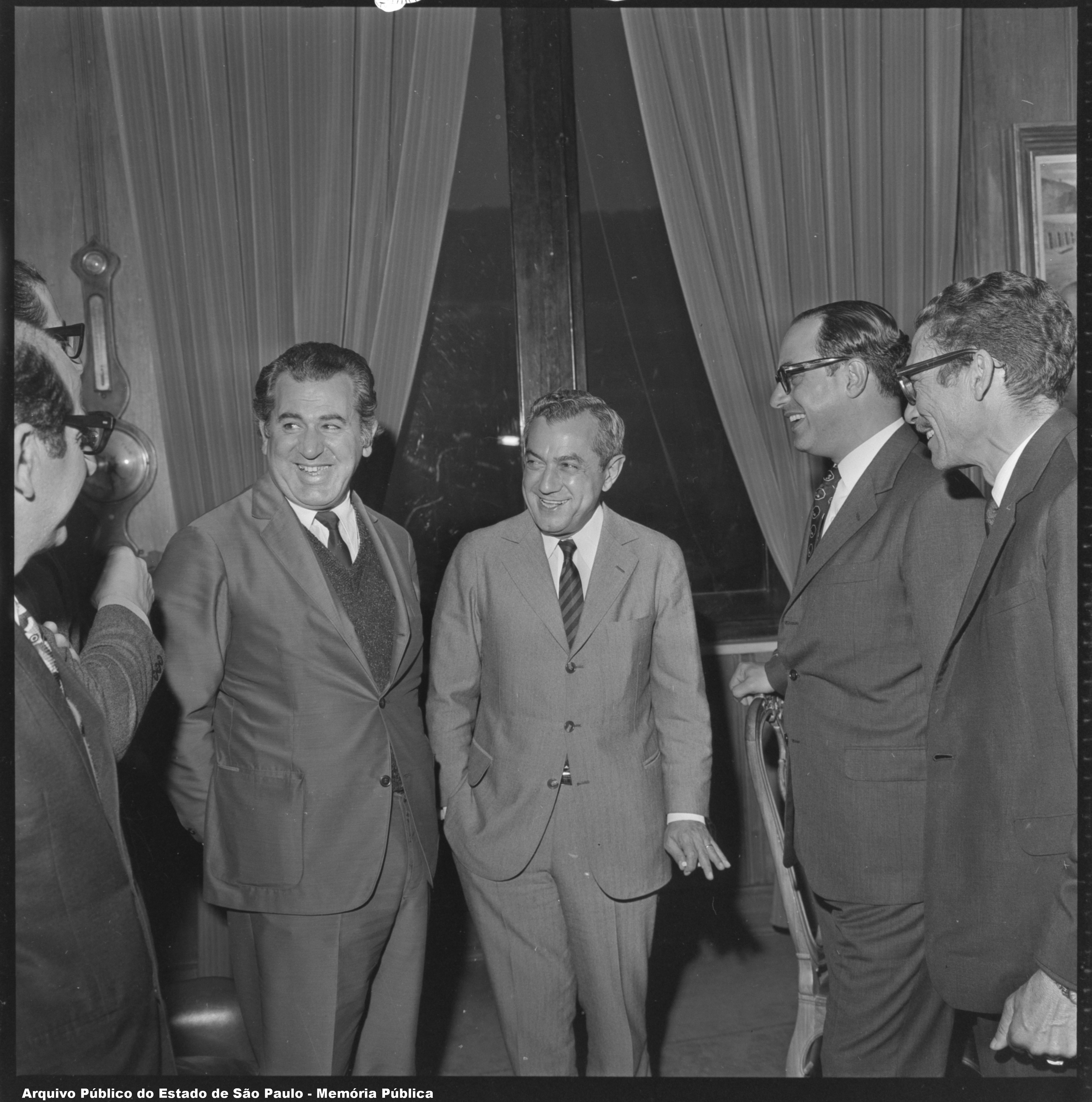
Newton Brandão com o então governador de São Paulo, Laudo Natel, e o então secretário estadual dos Transportes, Paulo Maluf, em 1972

Iniciou sua carreira publica, em 1968 quando foi candidato a Prefeitura Municipal, sendo eleito em 03 gestões, exercendo mandatos por nos períodos de 1969/1973, 1983/1988 e 1993/1996, 
Durante o seu primeiro mandato, exercido no período de crescimento econômico da ditadura que ficou conhecido como milagre econômico, permitiu investimentos públicos em obras viárias, como a avenida Perimetral, que foi inaugurada em 1972 dando acesso às cidades vizinhas, ao Centro de São Paulo e ao Porto de Santos para escoar a produção das indústrias e equipamentos municipais de saúde e educação. Também foi inaugurada a Faculdade de Medicina do ABC,  instituída como fundação sem fins lucrativos pelos três municípios do ABC Paulista – Santo André, São Bernardo do Campo e São Caetano do Sul e que foi declarada instituição de Utilidade Pública nos âmbitos federal e estadual e na cidade-sede de Santo André através do registro CMC nº 132.124-1 (PMSA). 
Com o fim do bipartidarismo, deixou a ARENA e passou a fazer parte do PTB, pelo qual foi eleito prefeito mais duas vezes: em 1982 e em 1992.
Foi deputado estadual de São Paulo em dois mandatos, nas legislaturas de 1989-1994 e 1998-2002.
Candidatou-se, pelo PSDB, para a prefeitura de Santo André mais uma vez, em 2004, contra o então prefeito João Avamileno, que assumiu o cargo após o assassinato de Celso Daniel. Foi derrotado, tendo recebido 176.828 votos, contra 203.321 do seu adversário. Em 2008, concorreu pela última vez à prefeitura de Santo André. Com 31.044 votos (8,32%) ficou em quarto lugar e fora do segundo turno.

## Morte
Newton Brandão morreu em 25 de dezembro de 2010, aos 83 anos, enquanto dormia na casa da filha em Campinas, no interior paulista, onde havia passado a ceia de Natal. Uma semana antes, havia sido submetido a uma bateria de exames no Hospital Oswaldo Cruz, em São Paulo, mas nenhum problema foi diagnosticado. Segundo pessoas próximas ao ex-prefeito, nas últimas semanas de vida seu estado de saúde apresentava-se comprometido devido à idade, inclusive com dificuldades de locomoção, e ainda enfrentava um quadro depressivo devido a morte de familiares. Seu corpo foi sepultado no cemitério da Vila Assunção, em Santo André. 

## Homenagens
Em 2008, recebeu o título de cidadão honorário andreense, em 2011, o Ambulatório Medico de Especialidades - AME Santo André, localizado no bairro da Vila Luzita, foi denominado Dr. Newton da Costa Brandão.

Em 25 de abril de 2017, a municipalidade de Santo André reabriu o Hospital Dia do Centro Hospitalar Municipal (CHM) de Santo André, no aniversário de 105 anos do CHM – antiga Santa Casa quando foi rebatizado com o nome do “Dr. Newton da Costa Brandão”, em sua homenagem.